# روب ميتشيل (مجدف)
روب ميتشيل (بالإنجليزية: Rob Mitchell)‏ هو مجدف أسترالي، ولد في 8 مايو 1976.

## وصلات خارجية
- روب ميتشيل على موقع الاتحاد الدولي للتجديف (الإنجليزية)